# Alina Grigore
Alina Grigore (Bucarest, 30 de diciembre de 1984) es una actriz y directora de cine rumana. Con su ópera prima Crai Nou (Blue Moon en inglés) fue galardonada con la Concha de Oro a la mejor película en el Festival Internacional de Cine de San Sebastián de 2021.

## Biografía
Alina Grigore nació en Bucarest, se instala en Piatra Neamt a la edad de siete años. A la edad de diez años, comienza a participar en comedias para la televisión local, la radio, el teatro y un grupo de titiriteros. En 2007 se graduó en la Universidad de Artes Teatrales y Cinematográficas de Bucarest.

## Trayectoria profesional
Obtiene su primer papel principal en el largometraje Happy End de Radu Potcoava en 2006, cuando se encuentra en el primer año de clase de teatro. En cuatro series de televisión rumanas: Om sarac om Bogat, Razboiu Sexelor, Ingerasii y Aniela realiza los papeles principales. La actriz colaboró con el Teatro Comedy y el Teatro Metrópolis. También ha trabajado con directores rumanos y europeos como Cristi Puiu, Adrian Sitaru, Craig Lines y Radu Potcoava.
En septiembre de 2021, el primer largometraje de Alina Grigore, titulado Crai Nou (Blue Moon), ganó la Concha de Oro a la mejor película en la 69.ª edición del Festival Internacional de Cine de San Sebastián. La película recorre el recorrido de una joven que intenta escapar de la violencia de su familia y de su entorno rural.

## Filmografía

### Actriz de cine
- 2006: Om sarac, om bogat.
- 2006: Happy End
- 2007: Războiul sexelor
- 2008: Îngerașii
- 2009: Aniela
- 2010: Aurora
- 2011: Din dragoste cu cele mai bune intenții.
- 2012: Treizeci
- 2016: Ilegitim, premiada la Berlinale (Festival Internațional de Cine de Berlín) en 2016.[5][6]

### Actriz de teatro
- XXX, Cartoon
- Visul unei nopți de vară de William Shakespeare
- Trilogie belgrădeană de Biljana Srbljanović
- Pușlamaua de Pierre Chesnot.
- Lecția de Eugene Ionesco.

## Dirección de escena
- Pánico y Probabilidad, El teatro A propósito

## Dirección de cine
- Crai Nou (Blue Moon)

## Premios
2021: Concha de Oro a la mejor película en la 69.ª edición del Festival Internacional de Cine de San Sebastián por Crai Nou/Blue Moon.